# Årets matbluff
Årets matbluff är ett årligt antipris som startades 2015. Det delas ut av konsumentorganisationen Äkta vara, men "vinnaren" röstas fram av allmänheten. Syftet är att uppmärksamma och sätta press på livsmedelsproducenter som säljer produkter som marknadsförs på ett sådant sätt att konsumenter känner sig lurade. Inspirationen kommer från liknande antipris som delas ut av konsumentorganisationen Foodwatch i Tyskland och Nederländerna.
Vinnaren har offentliggjorts i direktsändning i Tv4 Nyhetsmorgon. Vinnaren och finalisterna har även uppmärksammats i flera stora medier, bland annat i Aftonbladet, Svenska Dagbladet, Dagens Nyheter och Sveriges Television.

## Prismottagare
Till årets matbluff har utsetts:
- 2015: Valios laktosbluff "Finska Valio, marknadsledande inom laktos, vill slå sig in även på de ordinarie mejerihyllorna. I februari förra året lanserade de en vanlig Kefir, som ett komplement till den laktosfria. Vad som inte framgick på förpackningen var dock att innehållet i de båda produkterna var identiskt. På förpackningen hade man dolt detta, bland annat genom att utelämna "laktasenzym" i ingrediensförteckningen. Prisskillnaden på fem kronor stack i ögonen på många laktosintoleranta. Bluffen avslöjades efter att magasinet Hunger skickat in produkterna på labbtest."[9]
- 2016: Eriks Bearnaise tryffel "Nog för att tryffel är drygt, men mer än ett hundradels gram borde man kunna förvänta sig i en sås smaksatt med denna delikatess. De 0,005 procent som såsen innehåller borde närmast beskrivas som en gisslan, för att kunna säga att det är ”äkta tryffel” i, samtidigt som det mesta av smaken kommer från ett syntetiskt aromämne. En normalstor tryffel (50 gram) räcker med detta recept till ett helt ton sås. Att stjärnkocken Erik Lallerstedt kallar såsen för ”min finaste” och pryder dess förpackning med namn och bild, minskar inte direkt konsumentens förväntan. ”Bearnaisen” är dessutom gjord utan smör."[10]
- 2017: Polarica Wild Food Kronhjortskav "Tillverkarens namn till trots kommer köttet i denna skav varken från vilda djur eller från polartrakterna. Istället kommer råvaran från farmad kronhjort som fötts upp på Nya Zeeland, vilket framgår av ingrediensförteckningen. Trots detta berättar förpackningen snarare om vilda djur och den svenska vildmarken. Lapplands natur verkar av allt att döma ha fått stå motiv för bilden som pryder den. På baksidan står dessutom stort: "Mat från vildmarken"."[11]
- 2018: Lätta original "Det klassiska lättmargarinet Lätta stoltserar med rapsolja och kärnmjölk på flera ställen på förpackningen: "Gjord med svensk raps och smakrik kärnmjölk". Dessutom är den dekorerad med rapsblommor. Man lyfter också fram att margarinet är tillverkat i Sverige. Först i den finstilta texten på baksidan kan man läsa att den största ingrediensen, utöver vatten, är den betydligt mer långväga och av både miljö- och hälsoskäl ifrågasatta palmoljan."[12]
- 2019 Alpro Cuisine soya vispbar "Liksom sojadryck är ett alternativ till mjölk är denna produkt ett alternativ till vispgrädde. Innehållet av just sojabönor är dock mycket blygsamt, ynka 2 procent, faktiskt betydligt mindre än de 8 procent som finns i samma tillverkares sojadryck. Istället utgörs hela 25 procent av produkten av palmolja, vilket tillverkaren förstås inte skyltar med. Sina gräddliknande egenskaper har produkten fått med hjälp av bland annat konsistensmedel och aromämne."
- 2020 Pop! Bakery Smördeg "Produkten heter smördeg, men innehåller trots detta inte minsta gnutta smör. Det borde förstås inte vara tillåtet, men enligt ett undantag från EU:s regler som Sverige fått till, är det märkligt nog fullt legalt. Landets konsumenter verkar dock ha en helt annan uppfattning. Det visar 21 nomineringar av just olika varianter av smördeg, som vi fått in till Årets matbluff bara under förra året. Av dessa har vi valt ut denna från Pop! Bakery, som är en av de vanligast förekommande i svenska butiker och där smöret har bytts ut mot solros- och palmolja."
- 2021 Arla: Ekomjölk (fil & grädde) "Framsidan på Arlas ekologiska mjölk pryds av en tjusig logga som lyder: "Netto noll klimatavtryck", vilket kan leda konsumenterna att tro att mjölken inte har någon klimatpåverkan. Det finns inga ingrepp man kan göra i en mjölktillverkningsprocess för att göra mjölken klimatneutral. Arla Foods hävdar att deras insatser för att binda och/eller motverka utsläpp av koldioxid gör att de likväl kan använda sig av uttrycket Netto noll klimatavtryck på sina ekologiska produkter, så som mjölk, fil och grädde. Konsumentombudsmannen (KO) tycker annorlunda och har nu stämt Arla inför Patent- och marknadsdomstolen."